# 半月灣 (加利福尼亞州)
半月灣是一個位於美國加州舊金山半島聖馬刁縣的海岸城市，面臨太平洋。根據2010年美國人口普查，半月灣的人口為1萬1324人。
聖馬刁縣立圖書館经营半月灣圖書館。

## 照片集
- 麗思卡爾頓酒店
- Methodist Episcopal Church, National Register of Historic Places (NRHP)
- James Johnston House, NRHP
- Robert Mills Dairy Barn, NRHP
- William Adam Simmons House, NRHP
- 由市中心往南看
- Double decker bus at Cameron's Inn (2004)
- 日落時的綠閃光
- 人行道
- 眺望聖塔克魯茲山脈 (Santa Cruz Mountains)
- 房屋
- 庭院